# جبهة التحرير الفلسطينية (جناح عبد الفتاح غانم)
جبهة التحرير الفلسطينية (جناح عبد الفتاح غانم) هي فصيل سياسي فلسطيني بزعامة عبد الفتاح غانم.

## التاريخ
مع ثورة العقيد سعيد مراغة في لبنان ضد قيادة ياسر عرفات، انقسمت جبهة التحرير الفلسطينية السابقة إلى معسكرات مؤيدة لعرفات (أبو العباس)، وفريق محايد طلعت يعقوب، وفريق مؤيد لأبي موسى (بقيادة غانم).
انبثقت جبهة التحرير الشعبية بقيادة الغانم من انقسام في جبهة التحرير الفلسطينية (جناح أبو نضال الأشقر) ومقره دمشق. وسعى فصيل الغانم إلى حشد الجماعات والأفراد الرافضين في مخيم اليرموك، وتواصل مع اللجان الشعبية الفلسطينية (المرتبطة بحزب العمل الشيوعي السوري).
نشر فصيل الغانم مجلة تسمى القاعدة من دمشق.
في كانون الثاني/يناير 1984، اقتحم فصيل الغانم مكتب جبهة التحرير الشعبية في دمشق واحتجز طلعت يعقوب كرهينة. وإطلق سراح يعقوب بعد التدخل السوري ونقل فصيل الغانم إلى ليبيا. توقف نشر مجلة القاعدة وانهارت اللجان الشعبية الفلسطينية.
وشغل الغانم منصب أمين سر اللجنة المركزية في حزبه. وكان فصيل الجبهة الشعبية الذي يتزعمه غانم مرتبطا بالتحالف الوطني. ومع ذلك، بحلول الوقت الذي تطور فيه التحالف الوطني إلى جبهة الإنقاذ الوطني الفلسطينية، أصبح فصيل الغانم خاملًا إلى حد كبير، مما سمح لجبهة التحرير الفلسطينية بقيادة طلعت يعقوب بأن تصبح جزءًا من الجبهة الوطنية الفلسطينية بدلاً من ذلك.
في عام 2003 أسس الغانم حزبًا سياسيًا جديدًا، المؤتمر الديمقراطي الفلسطيني.